# Сулимів

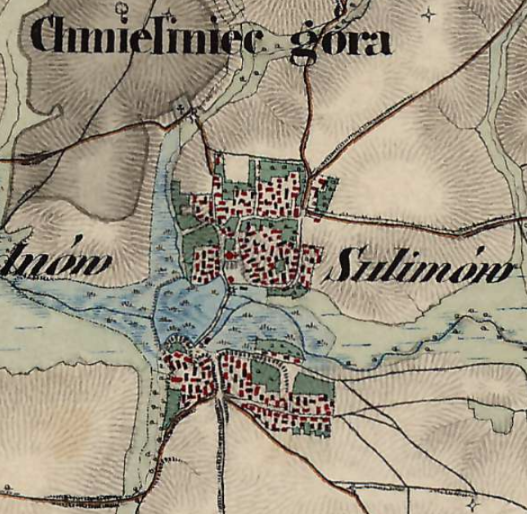
Cулимів на мапі XIX століття.

Сули́мів — село у Львівському районі Львівської області. Належить до Куликівської селищної громади.

## Історія
У податковому реєстрі 1515 року в селі документується шинок, млин і 8 ланів (близько 200 га) оброблюваної землі, село у володінні Одновського.
Сулимів (пол. Sulimów) — село, належало до Жовківського повіту, 20 км на пд.-сх. від Жовкви, 7 км на пд.-сх. від Куликова. На захід лежать Нове Село і Віднів, на північ Звертів, на схід Ременів, на південь Вислобоки і Стронятин (три останні в Львівському повіті). Через середину території села пливе Думна, притока Полтви. Сільська забудова лежить в долині Куликівки (висота 258 м). На півдні території села висота сягає 281 м. На півночі «Іжиські гори», висотою 280 м. В 1880 році було 116 будинків, 685 жителі в гміні, 3 будинки, 11 жителів на території двору. (644 греко-католики, 36 римо-католиків, 9 ізраелітів, 7 інших віросповідань; 631 русин, 51 поляк, 14 німців). Парафія римо-католицька була в Куликові, греко-католицька була в селі, Куликівського деканату. До парафії належав Віднів. В селі була церква і школа.

## Населення

### Мова
Розподіл населення за рідною мовою за даними перепису 2001 року:
| Мова       | Кількість | Відсоток |
| ---------- | --------- | -------- |
| українська | 623       | 99.84%   |
| білоруська | 1         | 0.16%    |
| Усього     | 624       | 100%     |

## Походження назви
Існує дві версії щодо походження назви села:
- Перша версія: на цьому місці колись можливо існувало поселення якогось Сулими. Імовірно Сулима міг бути мельником і первинна назва цього місця могла бути Сулимів млин, яка з часом трансформувалася в Сулимів.
- Друга версія: назва села може походити від старослов'янського імені Сулимир, яке означало «той, що обіцяє мир». Сулимирів двір згодом пере творився на Сулимів. Перша згадка про цей населений пункт датована 1360 роком. Сулимів «За Польщі» славився своїми розкішними ставами, з яких тепер нічого не залишилося[6].

## Церкви
Дерев'яна церква Вознесення Господнього 1900 знаходиться у селі, біля будинку «Просвіти», на березі річки Куликівка (Ременівка). В актах парафіяльних візитацій 1748 та 1763 рр. в Сулимові згадуються дві церкви — невелика дводільна дерев'яна крита соломою св. Івана Євангелиста та тризрубна однобанна церква Вознесіння Господнього, збудована у 1754 році.
Церква св. Івана Євангелиста занепала на початку XIX ст. Храм Вознесіння Господнього був збудований на горбі над селом з соснового дерева на дубових підвалинах. Церква мала один купол і була досить світлою всередині. У 1860 році була побита новим гонтовим покриттям. При її огляді у 1869 році було зазначено, що святиня стоїть на нових підвалинах, а кілька років тому на ній був встановлений новий купол. Церква була вже тісною для парафіян і тому під час Служби божої чимало людей стояли на вулиці. Всередині храм був помальований. Кілька років тому громада за 400 золотих ринських — (грошова одиниця в Галичині у 1772–1896 рр. відновила старовинний різьблений іконостас. Під церквою стояла дзвіниця з 4 дзвонами. У 1900 році стараннями о. Йосифа Пелеха вибудовано нову тризрубну трибанну церкву. Тоді ж збудували і нову дерев'яну дзвіницю та спроваджено до церкви новий іконостас. На початку неспокійних 1990-х рр., почалася війна за храм і православного священника навіть хотіли вигнати із села. Врешті ухвалено рішення про почергове використання храму. Він доволі великих розмірів, збудований у модному на той час неоукраїнському стилі. Відразу впадають в очі великі, аркової форми вікна, а також маленькі віконечка-ілюмінатори у восьмериках верхів. З півночі до вівтаря прибудували ризницю, адже з протилежної сторони відразу йде стрімкий схил. На північ від церкви стоїть масивна двоярусна дзвіниця. Загалом дерев'яний храм один зі зразків сакрального будівництва на зламі XIX–XX ст.
Церквою користуються громади УГКЦ та УПЦ Московського патріархату.

## Відомі уродженці
- Архимандрит РПЦЗ Серафим (Палайда)[ru] — у миру Семен Максимович Палайда.
- Паночко Михайло Степанович (1951—) — голова Церкви християн віри Євангельської
- Паночко Михайло Миколайович (1940—2009) — кандидат філологічних наук, доцент Дрогобицького державного педагогічного інституту імені Івана Франка
- Черечон Олександра Іванівна — ланкова колгоспу імені Карла Маркса, депутат Верховної Ради СРСР
- Чигин Володимир Семенович (1924—) — машиніст льонопереробного агрегату «ТЛ-40» колгоспу імені Карла Маркса, Герой Соціалістичної Праці, депутат Верховної Ради УРСР
- Палайда Андрій Володимирович (13.12.1974 — 03.12.2023) — солдат ЗСУ, загинув в м. Авдіївка Покровського району Донецької області.